# Bonez MC
Bonez MC, artistnamn för Johann Lorenz Moser, född 23 december 1985, är en tysk rappare. Han slog igenom i hiphop-gruppen 187 Straßenbande.

## Biografi
Bonez MC är en tysk artist. Tre av hans kollaborativa album (tillsammans med bland annat RAF Camora och Gzuz) har sålt guld och en har sålt platina.

## Diskografi
- Krampfhaft kriminell (2012)
- High & Hungrig (med Gzuz) (2014)
- High & Hungrig 2 (med Gzuz) (2016)
- Palmen aus Plastik (med RAF Camora) (2016)
- Palmen aus Plastik 2 (med RAF Camora) (2018)
- Hollywood (2020)
- Hollywood Uncut (2020)
- Palmen aus Plastik 3 (med RAF Camora) (2022)
- High & Hungrig 3 (med Gzuz) (2023)
- LOVELINE EP 💔 (2023)
- Gameboy (2024)

1. ↑  läs online, www1.wdr.de , läst: 5 december 2016.[källa från Wikidata]